# ایروینگ ساراف
ایروینگ ساراف (انگلیسی: Irving Saraf؛ ۱۹۳۱–۲۰۱۲) یک فیلم‌بردار، تهیه‌کننده، تدوین‌گر، و کارگردان زاده لهستان اهل ایالات متحده آمریکا بود.
او به همراه همسرش، الی لایت برای تهیه‌کنندگی و کارگردانی فیلم مستند در سایه ستاره‌ها، برنده جایزه اسکار بهترین فیلم مستند شد.
او در سال ۲۰۱۲ در اثر ابتلا به ای‌ال‌اس در ۸۵ سالگی درگذشت.